# Biblia królowej Zofii
Biblia królowej Zofii, także Biblia szaroszpatacka – najstarsze polskie tłumaczenie Starego Testamentu. Przekład został wykonany w dwóch tomach na zlecenie żony Władysława Jagiełły, królowej Zofii Holszańskiej. Rękopis ukończono w latach 1453–1455. Głównym autorem tłumaczenia na język polski był kapelan królowej Andrzej z Jaszowic, a przepisywaniem tekstu zajmowało się kilku kopistów.
Poza pojedynczymi trzema kartami z drugiego tomu rękopis nie zachował się do czasów współczesnych. Tom pierwszy jest jednak częściowo znany dzięki wydaniom z drugiej połowy XIX w. i pierwszej połowy XX w. Możliwe że obecnie znajduje się w Moskwie. Próbę jej odnalezienia w Niżnym Nowogrodzie podjął w 2004 roku Wiesław Wydra. Jest to najobszerniejszy zabytek literatury polskiej doby rękopiśmiennej.

## Historia
Przekład dokonano w oparciu o wcześniejsze tłumaczenia czeskie, o czym świadczą liczne czechizmy. Pierwotnie obejmował on tekst przynajmniej całego Starego Testamentu w dwóch tomach. Pierwszy tom zawierał tekst biblijny od Księgi Rodzaju do Księgi Psalmów włącznie. Tom drugi zawierał pozostałą część ST. Nie wiadomo, czy przekład zawierał też Nowy Testament. Uzupełnienia iluminacji pierwszej karty kodeksu dokonano na początku XVI wieku. Sam rękopis nie został wykończony w całości, o czym świadczą puste miejsca pozostawione na inicjały. Nie ma pewności, czy królowa Zofia kiedykolwiek go otrzymała, gdyż wątpliwe jest, by do rąk królewskich trafił kodeks posiadający tak wiele braków iluminacji.
Kodeks przepisywało co najmniej pięciu skrybów. Według stanu Biblii z roku 1871 – zawierającej wówczas jeszcze 185 kart – pierwszy napisał karty 1–21, drugi 22–44, trzeci 45–47, czwarty 48–95, piąty 96–185. Z imienia znany jest jedynie ostatni kopista – Piotr z Radoszyc. Wskazuje to prawdopodobnie, że kodeks nie był spisywany w procesie ciągłym, lecz z nieznanych względów postęp prac był przerywany. Ostatnim tłumaczem kodeksu był ks. Andrzej z Jaszowic, osobisty kapelan królowej Zofii. Informację o wymienionych imiennie osobach przekazał eksplicit manuskryptu.
Nie jest znany konkretny czeski rękopis stanowiący podstawę przekładu Biblii królowej Zofii. Nie można też jej tekstu bezpośrednio przypisać do żadnej z czterech znanych redakcji Biblii staroczeskiej. Ksiądz Ignacy Polkowski uważał, że źródłem które wykorzystano do tłumaczenia Biblii królowej Zofii (ukończona w 1455) był ten sam czeski rękopis, który posłużył do przepisania Biblii Jana Zabłockiego (1476–1478). Natomiast Stanisław Urbańczyk i Vladimir Kyas podjęli próbę rekonstruowania pierwotnego tekstu biorąc za podstawę Biblię młynarki (Mlynářčina bible) zwanej też Biblią taborską (druga redakcja Biblii staroczeskiej) oraz Stary Testament Cardy (Cardův Starý zákon) z lat 30. XV w. ze zbiorów klasztoru na Strahovie w Pradze (pierwsza redakcja Biblii staroczeskiej).

## Dalsze losy kodeksu
Losy kodeksu między rokiem 1455 a 1562 nie są znane. W połowie XVI wieku kodeks był własnością scholastyka kapituły poznańskiej Jana Krotoskiego. Rodzina Krotowskich ufundowała w roku 1562 jej oprawę o czym świadczy inicjał „I.C.” i data MDLXII. W roku 1603 lub 1604 w prywatnej bibliotece Krotowskich manuskrypt odnalazł Symeon Teofil Turowski, zwierzchnik Zboru Braci Czeskich na całą Wielkopolskę. Później jeden z krewnych ofiarował go braciom czeskim z Baranowa. W Baranowie stał się częścią bogatej biblioteki wojewody bełskiego, Rafała Leszczyńskiego (zm. 1636). W roku 1656, w trakcie potopu szwedzkiego i po spaleniu protestanckiego Leszna przez wojska polskie, Biblia królowej Zofii wraz z księgozbiorem Leszczyńskiego miała zostać wywieziona przez, Szkota z pochodzenia, Jana Jonstona (1603–1675) do jego majątku w Składowicach. Jednak po drodze Jonston został napadnięty we Wschowskiem a tomy Biblii królowej Zofii rozdzielone. Tom II trafił do introligatora Jonasa Dittmanna z Jawora, który używał kart Biblii do oprawy innych książek, przez co tom II został niemal całkowicie zniszczony.
Tom I w nieznanych okolicznościach został przewieziony na Węgry. Od roku 1708 Biblia znajdowała się w bibliotece kolegium kalwińskiego w Sárospatak na Węgrzech. Od nazwy tej miejscowości pochodzi druga nazwa tego zabytku literatury utworzona po roku 1822. Jednak Biblia królowej Zofii pozostawała nieznana w kręgach naukowych. W roku 1806 informację o polskim kodeksie Biblii znajdującej się w Sárospatak otrzymał Jerzy Samuel Bandtkie, lecz przekazana przez niego relacja nie wzbudziła zainteresowania środowisk naukowych. Dopiero opis rękopisu zamieszczony przez Juliana Ursyna Niemcewicza w II tomie Zbioru pamiętników historycznych o dawnej Polszcze... (1822) zapoczątkował prace badawcze.
Do II wojny światowej zachowało się 185 kart, a na nich Stary Testament do księgi Estery. Odnaleziono także fragmenty dalszych ksiąg Starego Testamentu, natomiast nie jest pewne, czy przełożono również Nowy Testament. Zabytek zaginął pod koniec II wojny światowej, prawdopodobnie uległ zniszczeniu podczas walk o Budapeszt w 1945 roku lub został wywieziony do Związku Radzieckiego. Zachowały się jedynie trzy pojedyncze karty (dwie karty w Bibliotece Uniwersyteckiej we Wrocławiu i fragment karty w Bibliotece Muzeum Narodowego w Pradze).

## Opis rękopisu
Tom I początkowo liczył 470 pergaminowych kart in folio. Z drugiego tomu zachowało się jedynie 6 stron na trzech pojedynczych kartach, a jego objętość nie jest znana. Strony tomu I nie były numerowane, jedynie w prawym dolnym rogu posiadały literowe oznaczenie składek. Składki zazwyczaj obejmowały 10 kart (kwinternion) a tylko wyjątkowo 12 (seksternion). Do lat 70. XIX wieku zachowało się 38 składek, z pierwotnych 46 co było widoczne po śladach na grzbiecie oprawy. W XIX wieku z kodeksu zginęło dalszych 12 składek oraz 165 pojedynczych kart, a rękopis liczył wówczas 185 kart zachowanych. Ponieważ w roku 1708 w kodeksie znajdowały się 194 karty więc do defektowania go dochodziło również na Węgrzech.
Karty kodeksu mają wymiary 36,5×26 cm. Zostały zapisane w dwóch kolumnach na stronę (28×8,5 cm). Kolumny z nielicznymi odstępstwami liczą po 35 wierszy. Większość kart u góry strony posiada wpisany po łacinie rubrykowany tytuł księgi. Podobnie wyróżniono początkowe litery rozdziałów i ich numerację oznaczoną cyframi rzymskimi oraz incipit i eksplicit. Niektóre wielkie litery wyróżniono żółtą farbą. Zdobiona jest jedynie pierwsza strona kodeksu.

## Późniejsze edycje
Chociaż rękopis nie zachował się do czasów współczesnych, tekst Biblii szaroszpatackiej jest jednak częściowo znany z późniejszych wydań i opracowań. W 1856 roku w Poznaniu Marian Jaroszyński wydał chromolitografię fragmentu Biblii szaroszpatackiej. Całość tekstu po raz pierwszy ukazała się we Lwowie w 1871 roku w publikacji Biblia Królowej Zofii żony Jagiełły. Z Kodeksu Szaroszpatackiego. Nakładem Księcia Jerzego Henryka Lubomirskiego wydał Antoni Małecki. Była to transkrypcja tekstu – fonetyczny zapis ściśle odpowiadający głoskom i literom wykonany w Szaroszpataku przez Franciszka Piekosińskiego wydana pod redakcją Antoniego Małeckiego.
Kolejne wydanie, mające charakter fototypiczny pochodzi z Krakowa z 1930 roku i jest nim wydana w nakładzie 220 egz. pozycja pt. Biblia Szaroszpatacka. Podobizna Kodeksu Biblioteki Ref. Gimnazjum w Szaroszpataku. Wydał Ludwik Bernacki. Przyczyną wydania przez Ludwika Bernackiego fotograficznego wydania było podważanie naukowej wiarygodności wcześniejszej transkrypcji. Dzięki Funduszowi Kultury Narodowej wydano 220 egzemplarzy faksymili manuskryptu.
Ostatnie w końcu dostępne opracowanie Biblii szaroszpatackiej pt. Biblia Królowej Zofii (Szaroszpatacka) wraz ze staroczeskim przekładem Biblii pochodzi z lat 1965–1971 i wydane zostało przez Stanisława Urbańczyka i Vladimira Kyasa w ramach wydawnictw źródłowych Ossolineum i Polskiej Akademii Nauk. Wydawnictwo to ukazało się w trzech tomach w latach 1965–1971 w nakładzie 1000 egzemplarzy. Jest to najobszerniejsza praca dotycząca Biblii królowej Zofii. Zawiera wierną transliterację oryginału wraz z transliteracją postulowanego źródłowego tekstu staroczeskiego oraz obszernym aparatem krytycznym.
Opublikowane edycje są dostępne w niektórych bibliotekach cyfrowych.

## Zachowane fragmenty
Do czasów współczesnych zachowały się tylko trzy fragmenty oryginalnego manuskryptu należące do drugiego tomu oryginału. W Bibliotece Uniwersyteckiej we Wrocławiu znajdują się dwie karty (sygn. R 3164). Jest to fragment 48 rozdziału Księgi Izajasza oraz fragment 1 rozdziału 1 Księgi Machabejskiej. Zostały one odnalezione przez Erdmana Hanischa w roku 1921 w okładkach książek z przełomu XVI i XVII wieku pochodzących z księgozbioru gminy ewangelickiej w Wierzchowicach.
Trzeci zachowany fragment o wymiarach 17×23,5 cm zawiera część 2 i 3 rozdziału Księgi Daniela. Jest on przechowywany w praskim Muzeum Narodowym (sygn. 1.A.c.23/1). Przed rokiem 1834 odnalazł go Heinrich Hofmann Fallersleben w okładkach książek z lat 1604 i 1610 pochodzących z wrocławskiego kościoła św. Doroty. Fragment ten został użyty do oprawy książki: Theatrum scholasticum Io. Hern. Alstedii. De nobiblium puerorum educatione Petri Pauli Vergerii.